# 아르테
아르테(Arte)는 프랑스와 독일의 공동 출자로 설립한 방송국이다. 공식 명칭은 Arte GEIE이며, Arte는 Association Relativea la Television Europeenne, GEIE는 europaeische wirtschaftliche Interessenreinigung의 약자이다. 인터넷 라디오 방송국인 "아르테 라디오"도 운영하고 있다.

## 역사
아르테는 1990년 독일의 헬무트 콜 총리와 프랑스의 프랑수아 미테랑 대통령의 주도로 정치 및 경제 협력에 이어 문화 협력을 도모할 필요가 있었고, 그래서 1990년 10월 2일 양국은 정부조약을 통해 방송국 설립에 합의, 1991년 4월 30일 아르테를 설립하여 1992년 5월 30일에 첫 방송을 내보냈다.
이후 벨기에 RTBF, 스위스 SRG SSR, 스페인 TVE, 폴란드 TVP, 오스트리아 ORF, 이탈리아 Rai, 핀란드 YLE의 7개국 방송사와도 협정을 하였다.
프랑스에서는 1992년에 폐국한 라 생크(La Cinq)가 있었던 채널에서 방송을 시작하였다. 저녁 시간대 한정으로 방송을 하였으며(오후 7시~오전 3시) 낮 시간대(오전 3시~오후 7시)에는 다른 채널이 방송되었는데, 1994년에 개국한 Télé emploi와 뒤를 이어 개국한 La Cinquième (현 프랑스 5)가 방송되었다.
독일에서는 이보다 늦은 1994년에 Astra 1D를 통한 위성 방송으로 중계되었다. 그리고 1995년에 니켈로디언 독일판과 뒤를 이어 킨더카날(Kinderkanal, 현 KiKA)과 채널을 공유하였다.
이후 1996년에 디지털 위성 방송 및 디지털 케이블 방송을 통한 오후 방송 편성을 제공하기 시작하였고, 2001년 1월 6일부터 오후 2시~저녁 7시까지 방송 시간대를 확대하였다.

## 방송 구조
아르테의 소유구조로는 아르테 프랑스(Arte France)가 50%, 아르테 도이칠란트(Arte Deutschland)가 50%를 각각 소유하고 있다. 그리고 아르테 프랑스는 프랑스 텔레비지옹이 45%, 프랑스 정부가 25%, 라디오 프랑스가 15%, 프랑스 국립자료 보관소가 15%를 소유하고 있고, 아르테 도이칠란트는 ARD, ZDF가 각각 50% 씩 지분을 가지고 있다.
재정은 독일과 프랑스측에서 각각 TV 수신료를 통해 재정을 조달하고 있다. 상업 광고를 일절 내보내지 않으며, 간혹 후원을 통해서 부분적으로 재정지원을 받아들이기도 한다.
아르테 프랑스는 파리에, 아르테 독일은 바덴바덴에 방송 센터가 있다. 통합 본부는 프랑스의 스트라스부르에 있다.

## 로고

1995-2004
2004-2011
2011-2017
2017-현재
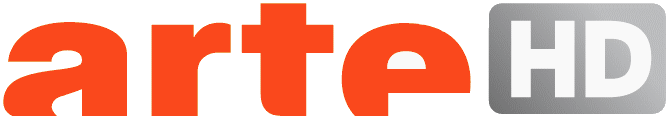
아르테 HD 로고

## 참고 문헌
- 정철운·허 완 기자 (2013년 6월 12일 13:26:34). “'국경 없는 공영방송이 유럽을 감싸고 있다' (저널리즘의 위기, 뉴스의 미래③) 프랑스·독일 협력공영방송 아르떼(ARTE)”. 컬처 투데이.

- “(언론) 아르떼 방송에 대해”. 1999년 9월 8일에 확인함.